# أنجيلا في. شيلتون
أنجيلا في. شيلتون (بالإنجليزية: Angela V. Shelton)‏ هي ممثلة أمريكية، ولدت في 4 مارس 1970 في أوماها في الولايات المتحدة.

## وصلات خارجية
- أنجيلا في. شيلتون على موقع IMDb (الإنجليزية)
- أنجيلا في. شيلتون على موقع قاعدة بيانات الفيلم (الإنجليزية)